# Grand Margès
Le Grand Margès est une montagne situé dans le département du Var, faisant partie du bassin du Verdon et des Préalpes de Castellane, à 1 576 mètres d'altitude.

## Géographie
La montagne est située près de la limite départementale entre le Var et les Alpes-de-Haute-Provence. Le versant nord domine les gorges du Verdon.
Elle a plusieurs sommets tels que le Grand Margès (1 576 m), le Petit Margès (1 462 m) une butte non loin du sommet, la Colle (1 335 m), le Matelot (1 229 m) et les crêtes d'Illoire (1 049 m). Du Petit Margès aux gorges est creusé un cirque, appelé cirque de Vaumale, du nom du cours d'eau dont la source coule à côté de la route.
La départementale 71, créée dans les années 1940, longe le bas ubac de la montagne au-dessus des gorges en passant par le col d'Illoire (967 m), la source de Vaumale et le sentier Vidal.
La montagne est délimitée par le Grand Plan de Canjuers au sud, les gorges du Verdon au nord sous forme de falaises et le lac de Sainte-Croix à l'ouest. Elle s'allonge vers un axe nord-ouest / sud-est et se termine au Petit Plan de Canjuers du côté de l'ancien hameau de La Barre.
Au sommet, la vue est surprenante : on peut voir le lac de Sainte-Croix, le plateau de Valensole, la partie basse des gorges du Verdon, les Préalpes de Digne et de Castellane, dont la montagne de Lachens, toit du Var. La vue maximale va du mont Ventoux et des Baronnies à la mer et au massif des Maures dans l'axe ouest-est ainsi que du massif du Dévoluy et des cimes du Mercantour-Argentera jusqu'au mont Faron dans un axe nord-sud.